# マトベイ・カニコフスキー
マトベイ・カニコフスキー（ Matvey Kanikovskiy  2001年11月11日- ）はロシア出身の柔道選手。階級は100kg級。

## 経歴
2018年のヨーロッパカデ90kg級と団体戦で優勝した。その後階級を100㎏級に上げると、2019年の世界ジュニアでは5位だった。2021年のヨーロッパジュニアで優勝するも、世界ジュニアは3位だった。2022年のグランドスラム・ウランバートルはIJF名義で出場すると、決勝で世界チャンピオンであるポルトガルのジョルジ・フォンセカを破ってIJFワールド柔道ツアー初優勝を飾った。2023年には中立選手(AIN)名義で国際大会に出場すると、グランプリ・ドゥシャンベとグランドスラム・アスタナで優勝、さらにグランドスラム・東京でも決勝で世界ジュニアチャンピオンである新井道大を破って優勝した。2024年4月のヨーロッパ選手権では優勝した。なお、カニコフスキーは世界チャンピオンであるアルマン・アダミアンを抑えて7月のパリオリンピック出場権を得ていたものの、6月にIOCがロシアによるウクライナへの軍事侵攻を積極的に支持する選手や軍関係者を除外する審査基準に該当するとして、カニコフスキーのパリオリンピック出場を拒否することとなった。12月のグランドスラム・東京では準決勝で前年に続き新井を破るなどして2連覇を果たした。2025年の世界選手権では準々決勝で90kg級の元世界チャンピオンであるスペインのニコロス・シェラザディシビリを隅落で破ると、準決勝では同僚で元世界チャンピオンであるアルマン・アダミアンを釣込腰で破るなどして決勝まで進むと、新井を合技で破って世界選手権初優勝を飾った。
IJF世界ランキングは3600ポイント獲得で11位(25/6/2現在)。

## 主な戦績
- 2018年 - ヨーロッパカデ　個人戦　優勝(90㎏級)　団体戦　優勝
- 2019年 - 世界ジュニア　5位
- 2021年 - ヨーロッパジュニア　優勝
- 2021年 - 世界ジュニア　3位
- 2021年 - グランドスラム・アブダビ　2位
- 2022年 - グランドスラム・ウランバートル　優勝
- 2023年 - グランプリ・ドゥシャンベ　優勝
- 2023年 - グランドスラム・アスタナ　優勝
- 2023年 - グランドスラム・バクー　2位
- 2023年 -　グランドスラム・東京　優勝
- 2024年 -　グランプリ・オディベーラス　優勝
- 2024年 -　グランドスラム・タシケント　2位
- 2024年 -　ヨーロッパ選手権　優勝
- 2024年 - グランドスラム・東京　優勝
- 2025年 - グランドスラム・タシケント　優勝
- 2025年 - 世界選手権　優勝

(出典、)